# Ewerton Páscoa
Ewerton Ribeiro Páscoa, mais conhecido como Ewerton Páscoa ou simplesmente Páscoa (São Paulo, 14 de março de 1989), é um futebolista brasileiro que atua como zagueiro.
Atualmente joga no Joinville.

## Carreira
Ewerton Páscoa é zagueiro de origem, porém devido a sua qualidade técnica, atua em outras posições. 
Revelado pelo Audax, atuou emprestado nos juniores do São Paulo, mas acabou estreando mesmo como profissional pelo Audax.
Em 2011, acertou com o Guarani, onde foi vice no Campeonato Paulista de 2012, e atuou no Santos no segundo semestre. No time santista ele faturou a Recopa Sul-Americana.
Ewerton Páscoa veio para o Criciúma emprestado pelo Audax, tinha proposta do Santos para ficar mais seis meses, mas preferiu ficar o ano todo no Criciúma.
No primeiro semestre de 2017, atuou pelo Náutico. No segundo semestre, fez sua segunda passagem pelo Guarani.
No dia 22 de abril de 2019 foi contratado pelo CRB para a disputa da Série B. No dia 6 de dezembro de 2019, renovou com o CRB para 2020.
No final de 2021, deixou o CRB, após 3 anos. Seu último jogo foi no dia 18 de novembro, pela Copa do Nordeste. Ao todo, fez 70 partidas pelo clube, sendo que 23 delas aconteceram em 2021.
Em 2022, o zagueiro chegou ao Vitória.
Em 2023, chegou ao Joinville.

## Títulos
Santos
- Recopa Sul-Americana: 2012

Criciúma
- Campeonato Catarinense: 2013

Sport
- Copa do Nordeste: 2014
- Campeonato Pernambucano: 2014
- Taça Ariano Suassuna: 2015, 2016

CRB
- Campeonato Alagoano: 2020